# Christa Deguchi
Christa Deguchi (Nagano, Japón, 29 de octubre de 1995) es una deportista canadiense de origen japonés que compite en judo.
Participó en los Juegos Olímpicos de París 2024, obteniendo una medalla de oro en la categoría de –57 kg.
Ganó cuatro medallas en el Campeonato Mundial de Judo entre los años 2018 y 2024, y cuatro medallas en el Campeonato Panamericano de Judo entre los años 2018 y 2024.

## Palmarés internacional
| Juegos Olímpicos        | Juegos Olímpicos        | Juegos Olímpicos  | Juegos Olímpicos |
| Año                     | Lugar                   | Medalla           | Categoría        |
| ----------------------- | ----------------------- | ----------------- | ---------------- |
| 2024                    | París (Francia)         | Medalla de oro    | –57 kg           |
| Campeonato Mundial      |                         |                   |                  |
| Año                     | Lugar                   | Medalla           | Categoría        |
| 2018                    | Bakú (Azerbaiyán)       | Medalla de bronce | –57 kg           |
| 2019                    | Tokio (Japón)           | Medalla de oro    | –57 kg           |
| 2023                    | Doha (Catar)            | Medalla de oro    | –57 kg           |
| 2024                    | Abu Dabi (EAU)          | Medalla de plata  | –57 kg           |
| Campeonato Panamericano |                         |                   |                  |
| Año                     | Lugar                   | Medalla           | Categoría        |
| 2018                    | San José (Costa Rica)   | Medalla de oro    | –57 kg           |
| 2019                    | Lima (Perú)             | Medalla de oro    | –57 kg           |
| 2023                    | Calgary (Canadá)        | Medalla de oro    | –57 kg           |
| 2024                    | Río de Janeiro (Brasil) | Medalla de plata  | –57 kg           |